# Polom (Trhová Kamenice)
Osada Polom se nachází cca 3 km západně od Trhové Kamenice. Osada je jednou ze sedmi místních částí této obce.
V současné době se zde nachází pouze sedm domů a původně renesanční, později barokně upravený kostel svaté Kunhuty z doby kolem roku 1600. Kostel nyní prochází rekonstrukcí, kaplička je volně přístupná. Poblíž obce se nachází Přírodní rezervace Polom, přes kterou vede naučná stezka "Krajem Chrudimky".
Nedaleko kostela je vybudován pomník rodinám spolupracujícím za druhé světové války s partyzány.

## Galerie

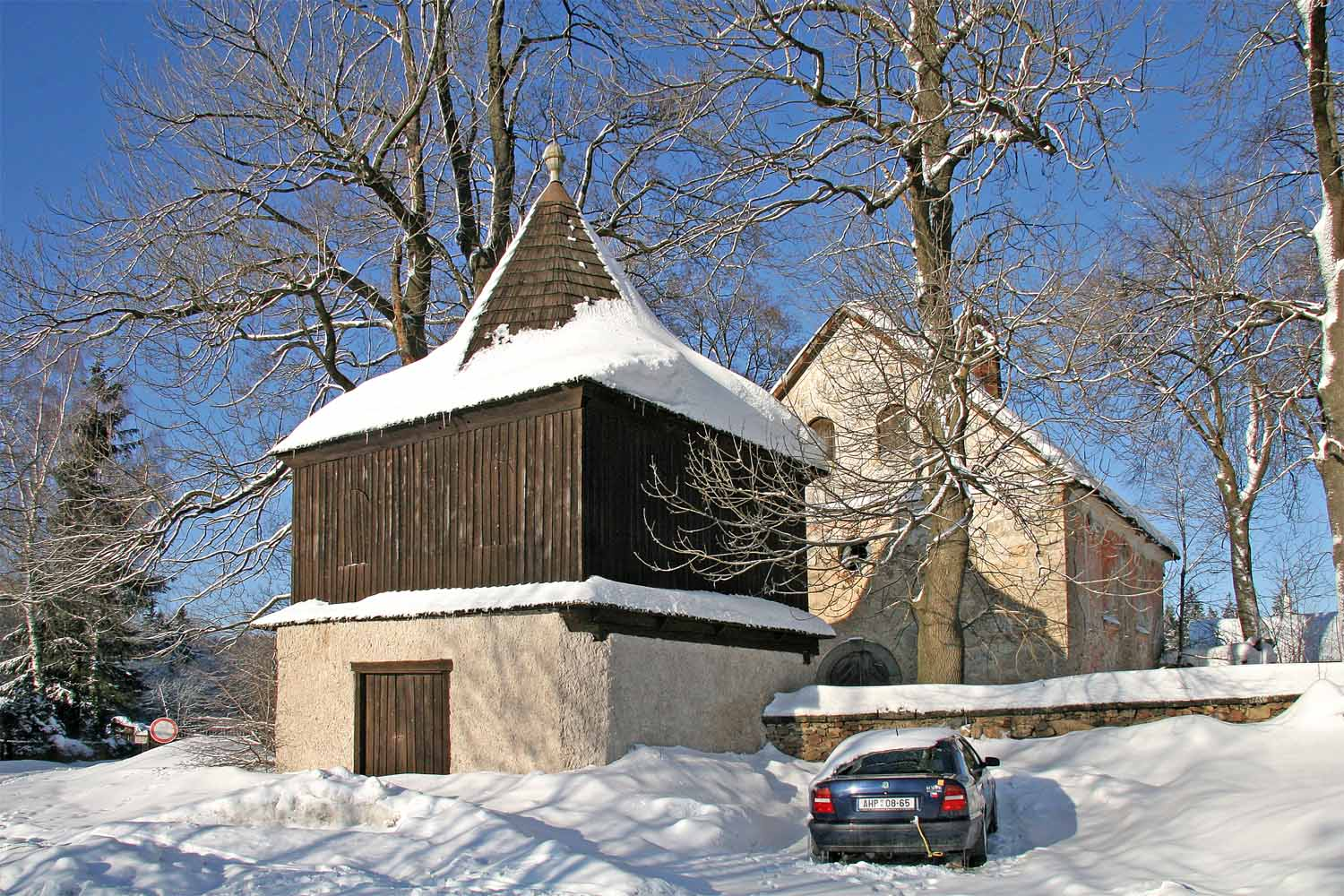
Zvonice u kostela Svaté Kunhuty v osadě Polom
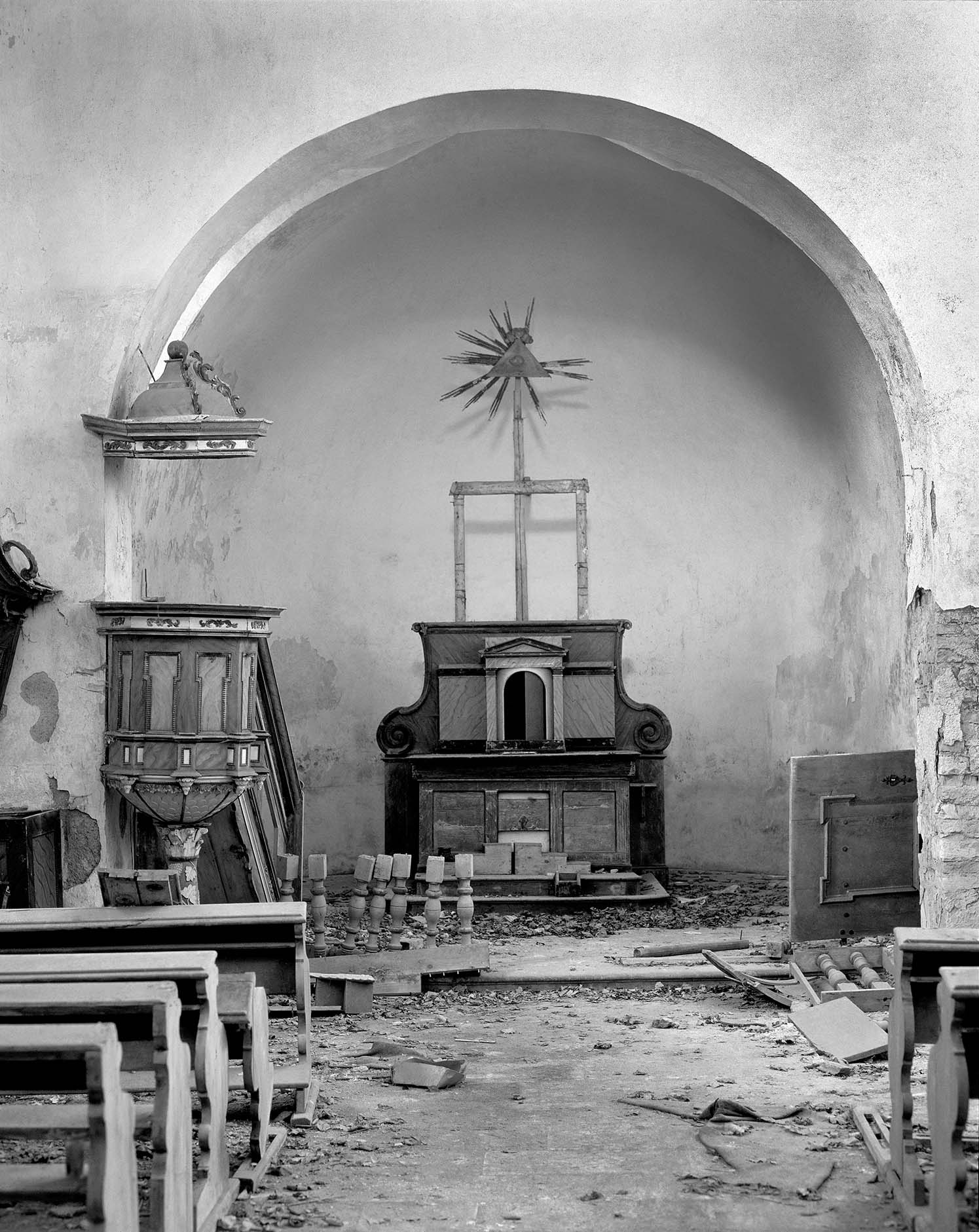
Kostel svaté Kunhuty, interiér před zahájením rekonstrukce
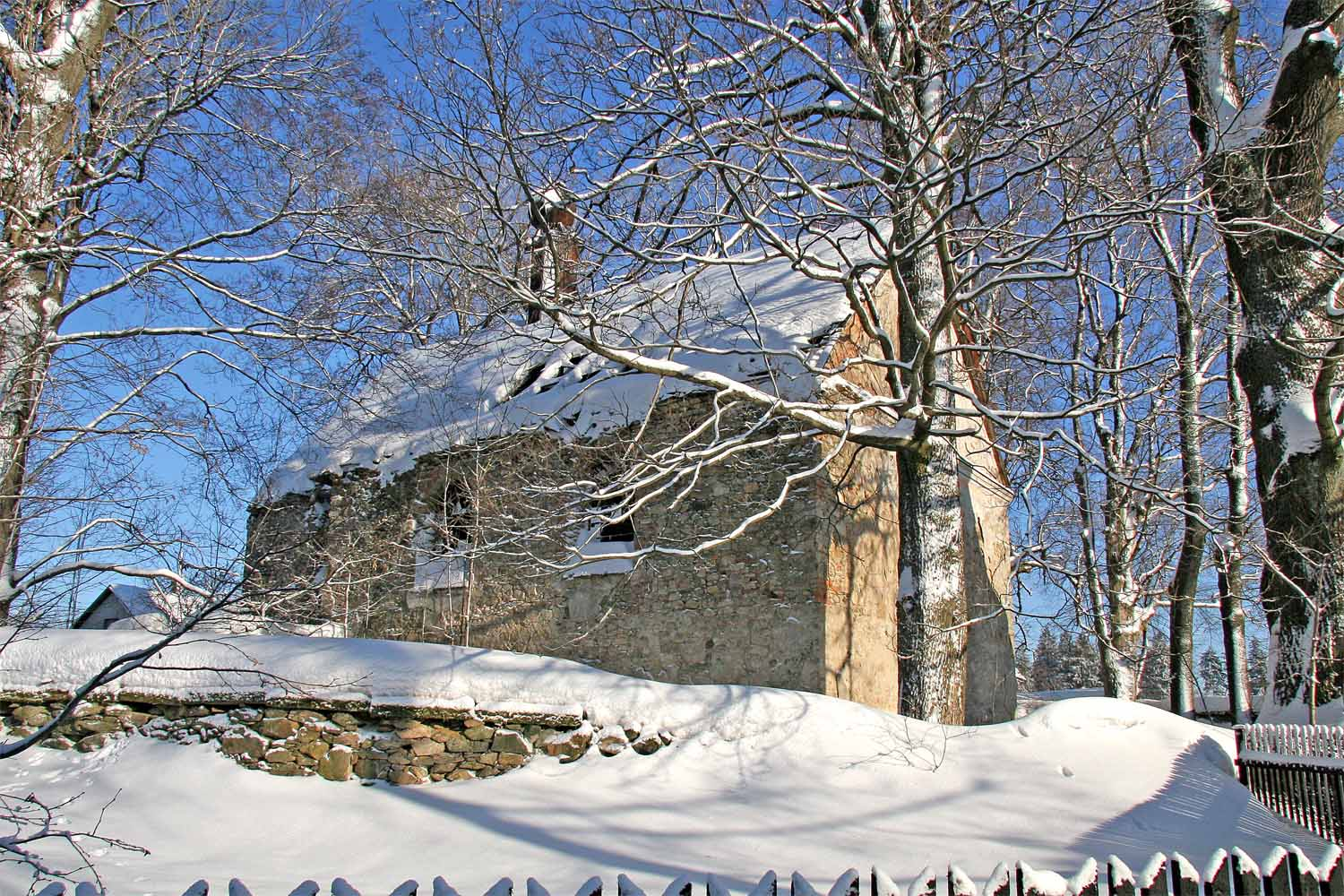
Kostel ještě v havarijním stavu, 2006
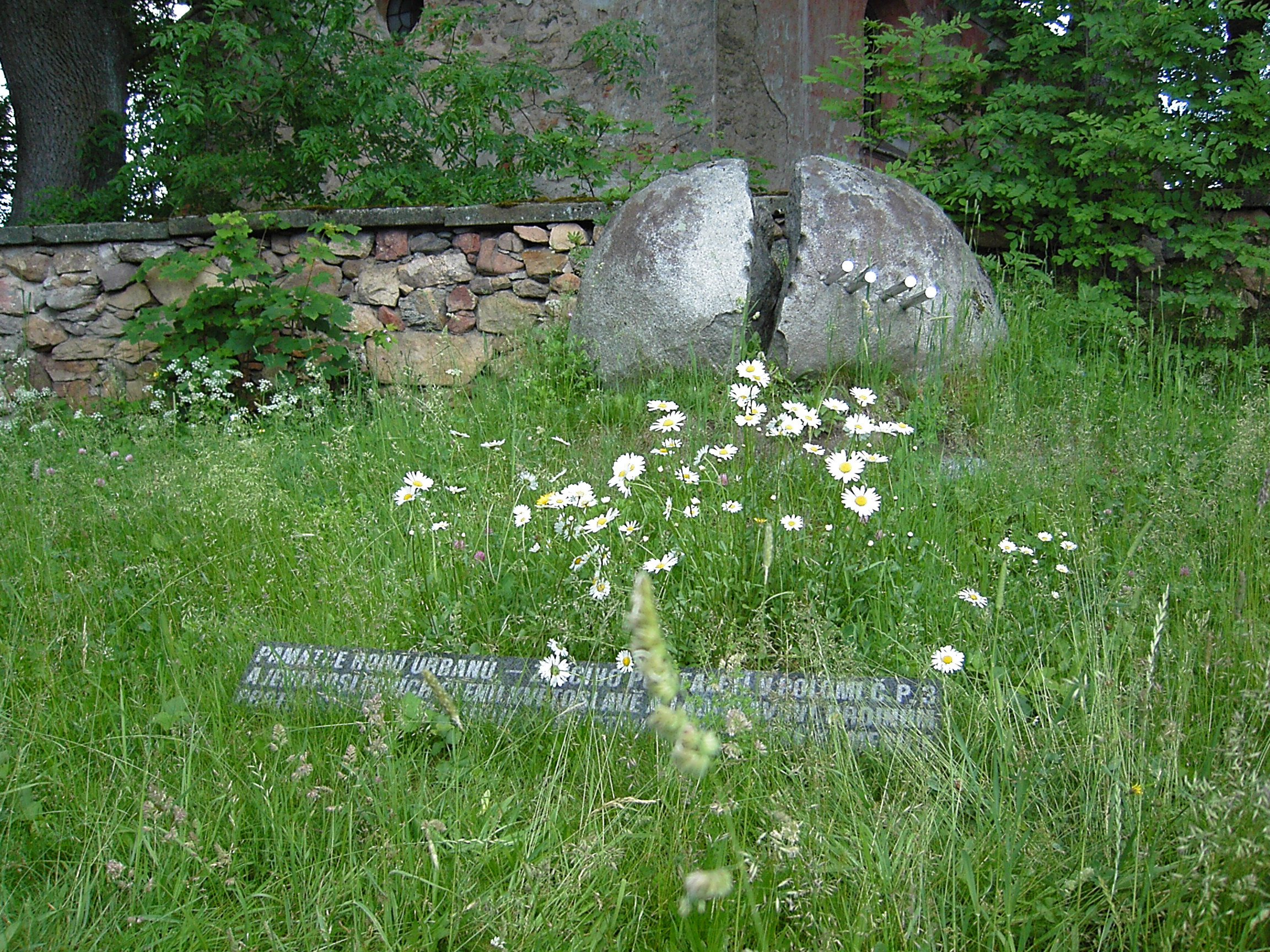
Památník v obci Polom na Vysočině
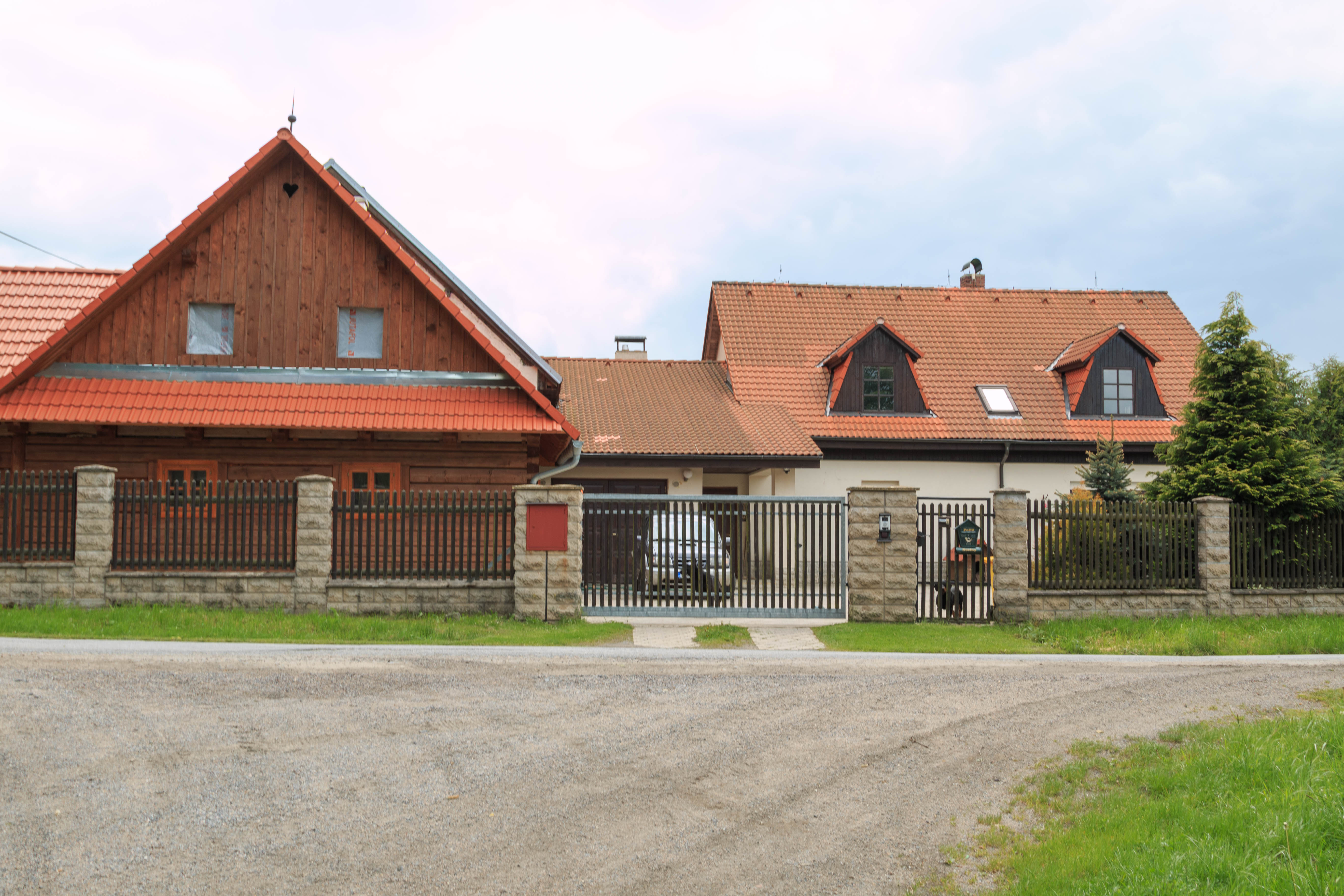
Polom u Trhové Kamenice čp. 3